# Elena Vitagliano
Elena Vitagliano (Napoli, ...) è una fumettista italiana, autrice di manga. È stata la prima donna europea a pubblicare su Shonen Jump+ e Manga Plus, piattaforme digitali della casa editrice giapponese Shueisha, con il manga Miriam of the Skulls. È stata, inoltre, la prima donna europea a vincere il Silent Manga Audition, concorso internazionale organizzato dalla casa editrice giapponese Coamix con il manga The cruelest rule.

## Biografia
Nata a Napoli, si è laureata in Lingue e Civiltà Orientali presso l'Università di Napoli, "L'Orientale". Ha trascorso un anno a Tokyo, dove ha studiato la lingua e la cultura giapponese e le tecniche manga. Rientrata in Italia, ha studiato graphic design e poi si è trasferita a Londra. In questo periodo ha iniziato a considerare il manga come una possibile carriera professionale, grazie anche al mentoring ricevuto Midori Yamane, ex-editor Kōdansha e autrice.
Nel 2014 le tavole di Helver, my first ROMmate sono state incluse nel Comix4Equality on Tour, una mostra itinerante che ha toccato Italia, Austria, Bulgaria, Svezia, Romania, Portogallo ed Estonia, dedicata ai temi dell’inclusione e dell'amicizia contro i pregiudizi. Durante lo stesso anno ha condotto "Anime No Stop", un programma radiofonico su Anime Web Radio dedicato ai manga e agli anime con le loro sigle.
Nel 2016 ha partecipato a Comics Unstripped, una mostra presso l'Alfred East Art Gallery di Kettering che ha esplorato l'evoluzione dell’arte grafica dal XVIII secolo a oggi.
All'inizio del 2017 ha partecipato al Silent Manga Audition Extra Round - Kumamoto ottenendo una menzione come excellence runner up con il manga How to Smile. L'opera è stata successivamente esposta al Kumamoto International Manga Festival (Kumamoto), un'esposizione internazionale organizzata dalla casa editrice giapponese Coamix e dedicata a una selezione delle migliori opere del concorso. Alla fine dell'anno ha poi vinto il Grand Prix del Silent Manga Audition con The Cruelest Rule, una storia senza dialoghi sul tema del fair play. È stata la prima donna italiana ed europea a vincere questo concorso. Subito dopo, è entrata a far parte della Master Class del Silent Manga Audition, tenuta da mangaka di fama mondiale quali Tsukasa Hojo e Tetsuo Hara grazie a cui approfondisce le tecniche di narrazione manga.
Nel 2020 viene pubblicata Silent Smiles, raccolta di 12 storie autoconclusive prive di dialoghi, realizzate sia per il Silent Manga Audition sia commissionate dall'editore Coamix. Il volume ha raccontato anche il percorso evolutivo dell'autrice, dalle sue prime storie fino alla vittoria con The Cruelest Rule, di cui è stato realizzato anche un breve motion manga. Sempre nel 2020 ha lavorato al webcomic A Stranger I Loved, pubblicato su Webtoon. È una storia auto-conclusiva in 5 capitoli sui temi dell'amore, dell'amicizia e dell'accettazione personale.
Nel 2022 ha realizzato sceneggiatura e storyboard per The Absurd Life of Si Juki, una serie comica dedicata alle avventure di Si Juki, uno studente "anti-mainstream" creato dal fumettista indonesiano Faza Meonk. La serie è stata pubblicata inizialmente nel Regno Unito su Manga Big Bang! e successivamente in Indonesia tramite Pionicon. Nello stesso anno ha realizzato la copertina per l'edizione speciale di La Bella e la Bestia pubblicata da Tokyopop.
Nel 2023 ha vinto il MAGIC International Manga Contest con Miriam of the Skulls, un manga ambientato nel Cimitero delle Fontanelle. La storia segue Miriam, giovane custode e guida del cimitero che si prende cura dei suoi teschi e ne racconta le storie. L'opera è stata pubblicata su Shonen Jump+ e Manga Plus, segnando il suo debutto come prima donna europea e italiana su queste piattaforme.
Successivamente ha partecipato alla mostra itinerante Make Mine Manga (2023-2024), curata da Paul Gravett e dedicata al mondo del manga, con alcune tavole tratte da Miriam of the Skulls. La mostra è stata ospitata in numerose biblioteche e centri culturali nel Regno Unito.
Oltre a creare manga, ha collaborato con istituzioni culturali come il British Museum, la Japan House London, il Victoria and Albert Museum e il Museo della scienza di Londra, tenendo workshop sul manga e seminari.
Vitagliano è stata ospite al Lucca Comics & Games 2018, al Napoli Comicon nel 2018 e nel 2023, all'MCM Comic Con London (Regno Unito) nel 2022, 2023 e 2024 e all'Anime Con - Run Tessaloniki (Grecia) nel 2024. Sempre nel 2024 ha partecipato alla mostra Ukiyo-e. Il Mondo Fluttuante. Visioni dal Giappone al Museo di Roma, un'esposizione dedicata all'arte giapponese dell'epoca Edo e al suo impatto culturale. Le sue tavole digitali sono state stampate ed esposte con quelle di altri artisti contemporanei, tra cui Alessia Vivenzio, Salvatore Nives e Marianna Catone.

## Premi
- 2011: Manga Jiman Competition, organizzato dall'Ambasciata del Giappone nel Regno Unito, primo premio con il manga The deep needs train[47]
- 2013: Comix4Equality, primo premio nella categoria "Premio del Pubblico" con il manga Helver, my first ROM-mate[48][49]
- 2014: primo premio nel concorso Manga in/as Essay Competition: Interpreting Kurama Tengu[50], organizzato da Asiascape (Università di Leida)[51][52], con il manga Tariki: Divine Intervention[53]
- 2017: Silent Manga Audition, Grand Prix con il manga The cruelest rule (残酷なルール - Zankoku na Rūru)[54][4]
- 2023: Magic International Manga Contest, primo premio con il manga Miriam of the Skulls (頭蓋骨のミリアム、願いを叶えます - Zugaikotsu no Miriam, negai o kanaemasu)[55][2]

## Opere
- How to Smile - 2017 - Coamix - Disponibile online su Smac Magazine[14].
- The Cruelest Rule (残酷なルール - Zankoku na Rūru) - 2017 - Coamix - Disponibile online su Smac Magazine[4].
- Silent Smiles - 2020 - Upper Comics - 9788894205299.
- The Stranger I Loved - 2020 - Disponibile online sulla piattaforma Webtoon[22].
- The Absurd Life of Si Juki (Si Juki Anak Kos London) - 2021 - Pionicon - 9786022204763[24].
- Miriam of the Skulls (頭蓋骨のミリアム、願いを叶えます - Zugaikotsu no Miriam, negai o kanaemasu) - Shueisha - 2023 - disponibile online su Shonen Jump+ e Manga Plus[2]